# Mistrzostwa Europy w Lekkoatletyce 2016 – pchnięcie kulą kobiet
Pchnięcie kulą kobiet – jedna z konkurencji technicznych rozgrywanych podczas lekkoatletycznych mistrzostw Europy na Stadionie Olimpijskim w Amsterdamie.
Tytuł z poprzednich mistrzostw obroniła  Niemka Christina Schwanitz. W finale wystąpiła reprezentantka Polski Paulina Guba, która zakończył zmagania na jedenastym miejscu.

## Terminarz
| Data    | Godzina |            |
| ------- | ------- | ---------- |
| 6 lipca | 19:10   | Eliminacje |
| 7 lipca | 17:05   | Finał      |

## Rekordy
Tabela prezentuje rekord świata, rekord Europy oraz najlepsze osiągnięcie mistrzostw Starego Kontynentu.
|                          | Zawodnik         | Wynik | Miejsce   | Data                  |
| ------------------------ | ---------------- | ----- | --------- | --------------------- |
| Rekord świata            | Natalja Lisowska | 22,63 | Moskwa    | 7 czerwca 1987(dts)   |
| Rekord Europy            | Natalja Lisowska | 22,63 | Moskwa    | 7 czerwca 1987(dts)   |
| Rekord mistrzostw Europy | Wita Pawłysz     | 21,69 | Budapeszt | 20 sierpnia 1998(dts) |

## Rezultaty

### Eliminacje
Minimum kwalifikacyjne: 17.30 (Q) lub 12 najlepszych rezultatów (q). Opracowano na podstawie materiału źródłowego.
| Poz. | Grupa | Zawodniczka          | Reprezentacja   | Próby | Próby | Próby | Wynik | Uwagi |
| Poz. | Grupa | Zawodniczka          | Reprezentacja   | 1     | 2     | 3     | Wynik | Uwagi |
| ---- | ----- | -------------------- | --------------- | ----- | ----- | ----- | ----- | ----- |
| 1    | B     | Christina Schwanitz  | Niemcy          | 19.02 |       |       | 19.02 | Q     |
| 2    | B     | Emel Dereli          | Turcja          | x     | 17.15 | 17.88 | 17.88 | Q     |
| 3    | B     | Sara Gambetta        | Niemcy          | 17.22 | 17.77 |       | 17.77 | Q     |
| 4    | A     | Anita Márton         | Węgry           | 17.54 |       |       | 17.54 | Q     |
| 5    | B     | Melissa Boekelman    | Holandia        | 16.62 | 17.50 |       | 17.50 | Q     |
| 6    | A     | Alona Dubicka        | Białoruś        | 17.45 |       |       | 17.45 | Q     |
| 7    | B     | Paulina Guba         | Polska          | 17.44 |       |       | 17.44 | Q     |
| 8    | B     | Julija Leanciuk      | Białoruś        | 16.18 | 17.35 |       | 17.35 | Q     |
| 9    | A     | Olha Hołodna         | Ukraina         | x     | 16.19 | 17.29 | 17.29 | q     |
| 10   | A     | Radosława Mawrodiewa | Bułgaria        | 17.01 | 17.16 | x     | 17.16 | q     |
| 11   | A     | Úrsula Ruiz          | Hiszpania       | 16.74 | 16.03 | 16.86 | 16.86 | q     |
| 12   | A     | Rachel Wallader      | Wielka Brytania | 16.86 | x     | 16.48 | 16.86 | q     |
| 13   | A     | Lena Urbaniak        | Niemcy          | 16.77 | 16.83 | 16.64 | 16.83 |       |
| 14   | A     | Jolien Boumkwo       | Belgia          | 16.66 | x     | 16.10 | 16.66 |       |
| 15   | B     | Markéta Cervenková   | Czechy          | 16.56 | x     | 15.51 | 16.56 |       |
| 16   | B     | Halyna Obleszczuk    | Ukraina         | 16.30 | 16.22 | 15.95 | 16.30 |       |
| 17   | B     | Wiktoryja Kołb       | Białoruś        | 16.27 | 16.09 | 16.17 | 16.27 |       |
| 18   | A     | Chiara Rosa          | Włochy          | 15.86 | x     | 16.26 | 16.26 |       |
| 19   | B     | Valentina Mužarić    | Chorwacja       | 16.02 | x     | 16.17 | 16.17 |       |
| 20   | B     | Fanny Roos           | Szwecja         | 16.07 | x     | 16.11 | 16.11 |       |
| 21   | B     | María Belén Toimil   | Hiszpania       | 15.62 | 15.89 | 16.00 | 16.00 |       |
| 22   | A     | Kätlin Piirimäe      | Estonia         | 14.31 | 14.91 | 15.85 | 15.85 |       |
| 23   | B     | Julaika Nicoletti    | Włochy          | 15.37 | x     | 15.81 | 15.81 |       |
| 24   | A     | Giedrė Kupstytė      | Litwa           | 15.63 | 15.03 | 15.06 | 15.63 |       |
| 25   | A     | Dimitriana Surdu     | Mołdawia        | 15.50 | 14.91 | 15.27 | 15.50 |       |
| 26   | A     | Stamatia Scarvelis   | Grecja          | 14.49 | x     | 15.50 | 15.50 |       |
| 27   | A     | Swietłana Marusenko  | Ukraina         | 14.84 | 14.78 | 14.92 | 14.92 |       |

### Finał
Opracowano na podstawie materiału źródłowego.
| Poz. | Zawodniczka          | Reprezentacja   | Próby | Próby | Próby | Próby | Próby | Próby | Wynik | Uwagi |
| Poz. | Zawodniczka          | Reprezentacja   | 1     | 2     | 3     | 4     | 5     | 6     | Wynik | Uwagi |
| ---- | -------------------- | --------------- | ----- | ----- | ----- | ----- | ----- | ----- | ----- | ----- |
| 01 ! | Christina Schwanitz  | Niemcy          | 20.17 | 19.28 | 19.55 | x     | x     | 19.46 | 20.17 | EL    |
| 02 ! | Anita Márton         | Węgry           | 17.79 | 18.52 | 18.72 | 18.05 | 18.31 | 18.63 | 18.72 |       |
| 03 ! | Emel Dereli          | Turcja          | 17.73 | 17.90 | 18.22 | x     | x     | x     | 18.22 |       |
| 4    | Julija Leanciuk      | Białoruś        | x     | x     | 17.80 | 17.53 | x     | 18.20 | 18.20 |       |
| 5    | Radoslava Mavrodieva | Bułgaria        | 17.34 | x     | 18.10 | x     | x     | 17.54 | 18.10 |       |
| 6    | Alona Dubicka        | Białoruś        | 17.65 | 17.87 | x     | 18.03 | 17.78 | x     | 18.03 |       |
| 7    | Sara Gambetta        | Niemcy          | 17.35 | 17.95 | 17.60 | x     | 17.55 | x     | 17.95 | PB    |
| 8    | Melissa Boekelman    | Holandia        | 17.76 | 17.62 | x     | 17.45 | 17.92 | 17.29 | 17.92 |       |
| 9    | Olha Hołodna         | Ukraina         | 17.65 | x     | x     |       |       |       | 17.65 |       |
| 10   | Úrsula Ruiz          | Hiszpania       | 17.14 | 16.86 | x     |       |       |       | 17.14 | SB    |
| 11   | Paulina Guba         | Polska          | 16.95 | x     | x     |       |       |       | 16.95 |       |
| 12   | Rachel Wallader      | Wielka Brytania | x     | 15.77 | 16.06 |       |       |       | 16.06 |       |